# Нарышкин, Семён Григорьевич
Семён Григорьевич Нарышкин (1683 — 1747) — русский дипломат из рода Нарышкиных, обер-гофмейстер, генерал-аншеф.

## Биография
Сын боярина Григория Филимоновича Нарышкина. Приходился троюродным братом царице Наталье Кирилловне. Благодаря родству, а также и своим личным качествам, в 1692 году назначен комнатным стольником царя Петра I. В 1698 году в числе дворян великого посольства посетил Вену и Берлин.
В 1707 году с дипломатическим поручением находился в Литве. В 1708 году состоял капитаном лейб-гвардии Преображенского полка. Осуществлял надзор за строительством Великолукской крепости.
Первым в истории России пожалован в действительные камергеры (8 марта 1711 г.); в том же году на непродолжительное время был командирован во Флоренцию. Неоднократно направлялся Петром I с дипломатическими поручениями:
- 1712 год — к датскому королю Фридриху VІ с письмом царя, просившего ускорить открытие совместных военных действий против шведов;
- в Вену — с поручением заключить с Австрией союз против турок;
- присутствовал на Брауншвейгском конгрессе
- тогда же ездил в Карлсбад для свидания с находившимся Петром I;
- 1714 год — к польскому королю Августу ІІ;
- 1715 год — в Англию для поздравления английского короля Георга I со вступлением на престол.

Был замешан в деле царевича Алексея, вследствие чего в 1718 году был выслан в свои дальние деревни с запрещением выезжать из них куда бы то ни было.
21 мая 1725 года, в день бракосочетания цесаревны Анны Петровны с герцогом Шлезвига Карлом-Фридрихом, пожалован орденом Александра Невского. В 1726 году Екатериной I возвращён из ссылки, 6 апреля 1729 года произведён в генерал-лейтенанты и назначен обер-гофмейстером ко двору цесаревны Анны Петровны. В 1730 году был произведён в полные генералы и вскоре уволен в отставку.
18 декабря 1731 года вновь был принят на службу, назначен в Малороссию для наблюдения за деятельностью гетмана Д. Апостола — состоял при нём в 1732—1734, с 22 июня 1733 года исполнял обязанности гетмана.
Детей от брака с Анной Ивановной Паниной не имел.

## Награды
- Орден Святого Александра Невского (21.5.1725).